# Шип (Вишеград)
Шип (серб. Шип / Šip) — село в общине Вишеград Республики Сербской Боснии и Герцеговины. В настоящее время село необитаемо.